# Erika Remberg
Erika Remberg, född 15 februari 1932 i Medan på Sumatra, död 10 november 2017 i Benidorm, Spanien, var en österrikisk skådespelare. 
Remberg spelade med i 31 filmer mellan 1950 och 1970. En av filmerna, Laila, spelades in i Stockholm. Regissör var Rolf Husberg, medan Sven Nykvist var filmens fotograf. Förutom filmerna har Remberg gjort ett inhopp i ett avsnitt av Helgonet, The Helpful Pirate. Hon var gift med den brittiske filmregissören Sidney Hayers (1921–2000).

## Filmografi (i urval)
- Laila (1958)